# اوی‌کنز
اوی‌کِنِز (به مجاری:  Újkenéz) یک منطقهٔ مسکونی در مجارستان است که در سابولچ-ساتمار-برگ واقع شده‌است. اوی‌کنز ۹٫۶۹ کیلومتر مربع مساحت و ۱٬۰۷۵ نفر جمعیت دارد.